# John Lennox

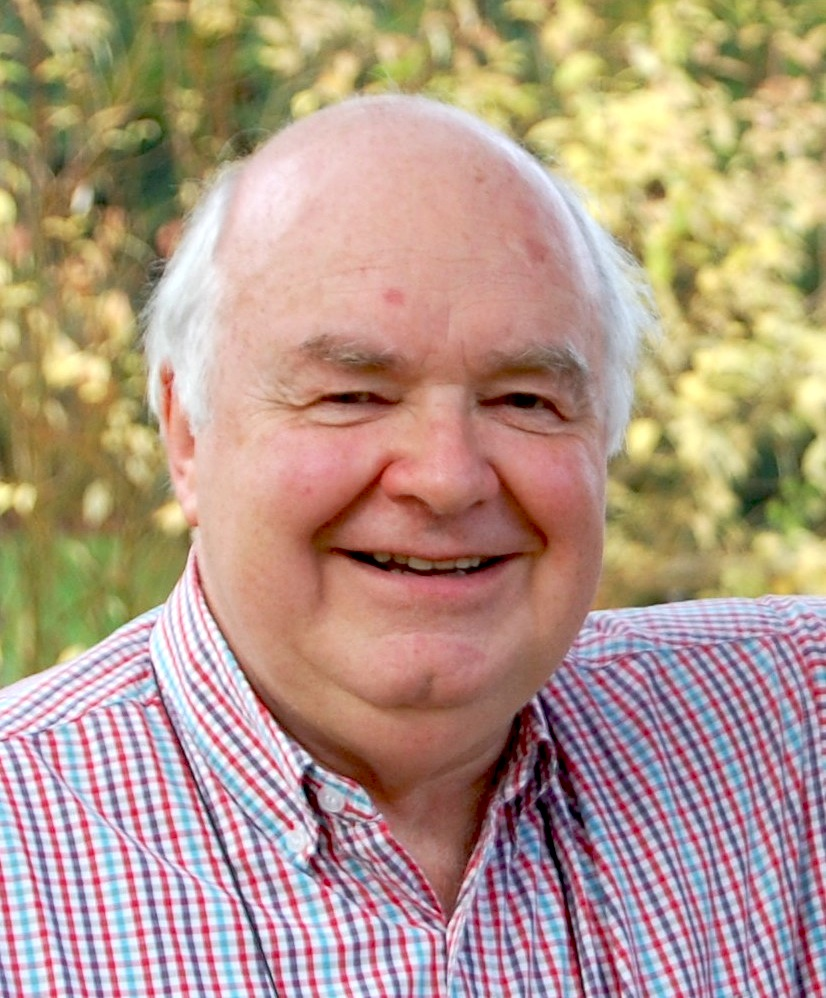
Professor Lennox in 2008

John C. Lennox (7 november 1943) is een Brits wiskundige, hoogleraar aan de Universiteit van Oxford en emeritus Fellow in de wiskunde en wetenschapsfilosofie aan het Green Templeton College, tevens onderdeel van de Universiteit van Oxford.
Lennox is een autoriteit op het gebied van de relatie tussen geloof en wetenschap. Hij ziet geen conflict tussen moderne wetenschap en de Bijbel.
Als christen en wetenschapper gaat hij regelmatig in debat met bekende atheïsten zoals Richard Dawkins, Christopher Hitchens, Peter Singer en Peter Atkins.
John Lennox studeerde aan de The Royal School in Armagh, Noord-Ierland en doctoreerde later aan de Universiteit van Cambridge. Hij werkte vele jaren aan het Mathematics Institute van de Universiteit van Wales in Cardiff, waar hij zijn tweede doctoraat ontving (Doctor of Science).
Professor Lennox is getrouwd met Sally Lennox en ze wonen in de buurt van Oxford. Ze hebben drie volwassen kinderen en zeven kleinkinderen.

## Oeuvre

### In het Engels
- Subnormal subgroups of groups, John C. Lennox and Stewart E. Stonehewer. Oxford : Clarendon, 1987. ISBN 0-19-853552-X / ISBN 978-0-19-853552-2
- Key Bible Concepts, David Gooding and John C. Lennox. Port Colborne : Gospel Folio Press, 1997. ISBN 1882701410 / ISBN 9781882701414
- Christianity: Opium or Truth?, David Gooding and John C. Lennox. Port Colborne : Gospel Folio Press, 1997. ISBN 1882701461 / ISBN 9781882701469
- The Definition of Christianity, David Gooding and John C. Lennox. Port Colborne : Gospel Folio Press, 2001. ISBN 1882701429 / ISBN 9781882701421
- The Theory of Infinite Soluble Groups, John C. Lennox, University of Oxford, and Derek J. S. Robinson, University of Illinois, 2004 | 458 p | Clarendon Press, ISBN 0-19-850728-3 / ISBN 978-0-19-850728-4
- God's Undertaker: Has Science Buried God?, John C. Lennox, Lion UK, Updated edition (1 september 2009)| 224 p | ISBN 0-7459-5371-9
- The Bible & Ethics, David Gooding and John C. Lennox. Ontario : Myrtlefield Trust, 2011.
- Seven Days That Divide the World: The Beginning According to Genesis and Science, John C. Lennox, Zondervan (9 augustus 2011) | 192p | ISBN 0-310-49217-3
- God and Stephen Hawking: Whose Design Is It Anyway?, John C. Lennox, Lion UK, 1st edition (1 september 2011) | 96 p | ISBN 0-7459-5549-5
- Gunning for God: A Critique of the New Atheism, John C. Lennox, Lion UK, 1st edition (1 oktober 2011) | 248 p | ISBN 0-7459-5322-0
- Against the Flow: The Inspiration of Daniel in an Age of Relativism, John C. Lennox, Monarch Books, 1st edition (20 februari 2015) | 416 p | ISBN 085721621X

### Nederlandse vertalingen
- God in het vizier: Waarom The New Atheists hun doel missen, Ark Media, 2013, ISBN 9789033800160